# John Player & Sons
John Player & Sons, oftast känt som Player's, var en tobaks- och cigaretttillverkare baserad i Nottingham, England. 1901 slogs företaget samman med andra företag för att bilda The Imperial Tobacco Company för att kunna konkurrera med amerikanska tillverkare. Företaget släppte också flera serier av cigarettkort på 1930-talet under varumärket Player's.
Nuförtiden ägs och säljs varumärkena "Player" och "John Player Special" av Imperial Brands.

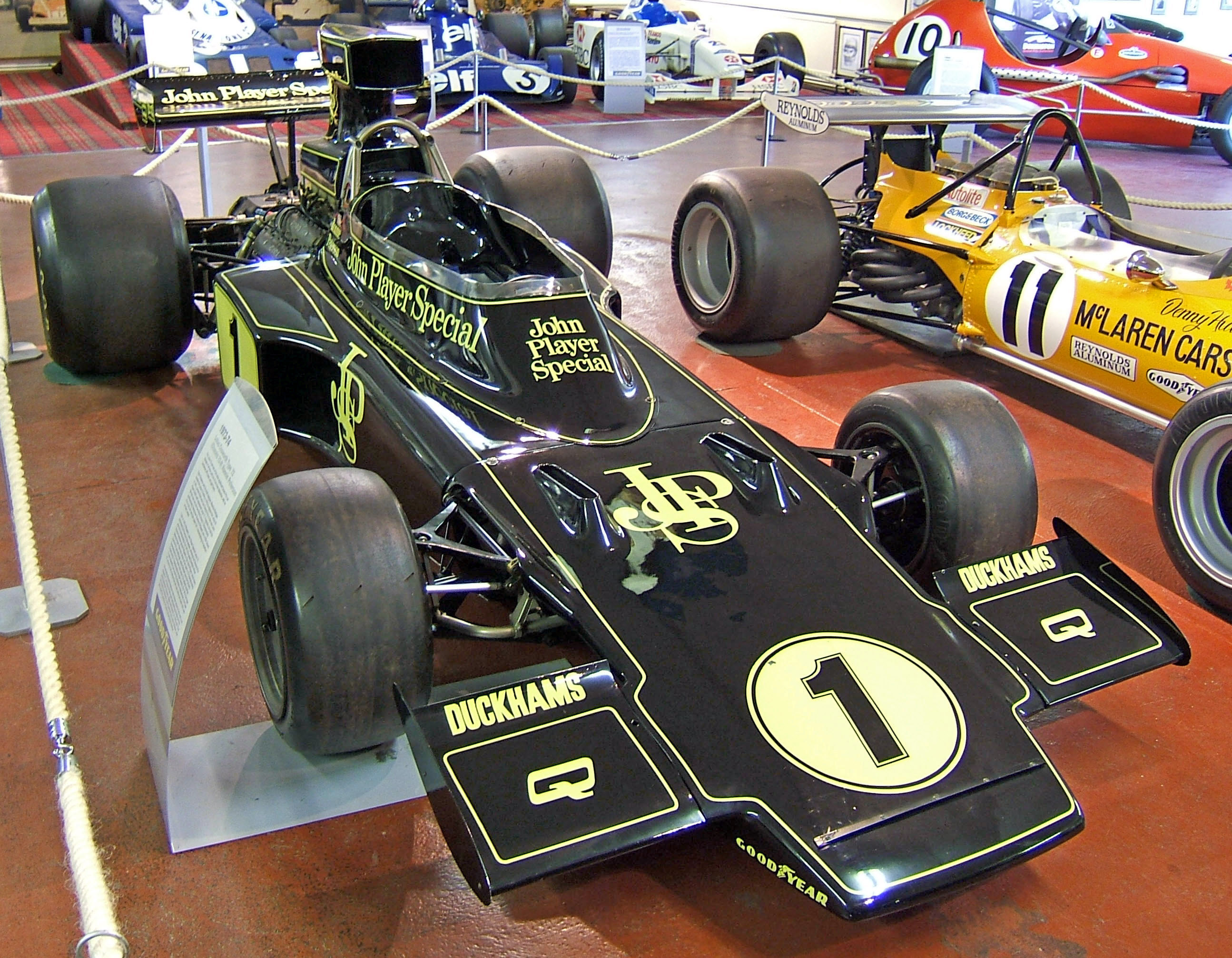
En Lotus 72E med reklam för John Player Special.

## I motorsport
John Players varumärken är välkända inom motorracing från deras långa samarbete med Lotus Formel 1-stall, Forsythe Racing Champ Car-stall och Nortons motorcykelracingteam. Märket är i Sverige mest känt som huvudsponsor för Team Lotus 1972 - 1986, vid den tid när Ronnie Peterson och Gunnar Nilsson tävlade för stallet.

## I populärkultur
- Omslaget till Procol Harums album A Salty Dog från 1969 och Haruomi Hosonos album Tropical Dandy från 1973 är pastischer av Players Navy Cut-sjömanslogotyp. Ämnet som avbildades där var bandets textförfattare Keith Reid och målades av "Dickinson", hans hustru vid den tiden.[5]
- I Ian Flemings James Bond-roman Åskbollen från 1961 fantiserar Bonds kärleksintresse Domino Vitali länge om sjömannen avbildad på Player's Navy Cut-logotyp.[6][7]

## Fortsatt läsning
- Magrath, Derek (1997). Norton the Complete Story. Crowood Classics. Rambsbury: The Crowood Press. ISBN 1-86126-062-8.
- Pevsner, Nikolas (1979). Nottinghamshire. Harmondsworth: Yale University Press. ISBN 0300096364.